# Pachyrhachis
Pachyrhachis var ett släkte ormar som levde under början av krita. Fossil av Pachyrhachis har påträffats i Israel. Den enda kända arten är Pachyrhachis problematicus.
Pachyrhachis kunde bli en meter lång och hade ett huvud som liknade det hos en ödla. Den levde i vattnet och simmade genom att svänga sin kropp från sida till sida såsom ormar gör för att förflytta sig på land.